# 부산광역시동래교육지원청
부산광역시동래교육지원청(釜山廣域市東萊敎育支援廳, Busan Dongnae Office of Education)은 부산광역시 동래구, 금정구, 연제구를 관할하는 부산광역시교육청 산하의 교육지원청이다.
교육장은 장학관으로 보한다.

## 산하기관

### 동래구
초등학교
| - 교동초등학교 - 금강초등학교 - 낙민초등학교 - 내산초등학교 - 내성초등학교 - 달북초등학교 | - 명동초등학교 - 명륜초등학교 - 명서초등학교 - 명장초등학교 - 미남초등학교 - 사직초등학교 | - 수안초등학교 - 안남초등학교 - 안락초등학교 - 안민초등학교 - 안진초등학교 | - 여고초등학교 - 예원초등학교 - 온천초등학교 - 충렬초등학교 - 혜화초등학교 |

중학교
| - 남일중학교 - 동래중학교 - 동신중학교 - 동해중학교 | - 부산내성중학교 - 사직여자중학교 - 사직중학교 - 안락중학교 | - 여명중학교 - 온천중학교 - 유락여자중학교 | - 충렬중학교 - 학산여자중학교 - 혜화여자중학교 |

### 금정구
초등학교
| - 공덕초등학교 - 구서초등학교 - 금빛초등학교 - 금사초등학교 - 금샘초등학교 - 금성초등학교 | - 금양초등학교 - 금정초등학교 - 남산초등학교 - 동래초등학교 - 동상초등학교 | - 동현초등학교 - 두실초등학교 - 부곡초등학교 - 서곡초등학교 - 서동초등학교 | - 서명초등학교 - 장서초등학교 - 장전초등학교 - 청룡초등학교 - 현곡초등학교 - 회동초등학교 |

중학교
| - 구서여자중학교 - 금사중학교 - 금양중학교 - 금정중학교 | - 남산중학교 - 동래여자중학교 - 동현중학교 | - 부곡여자중학교 - 부곡중학교 - 부산예술중학교 | - 브니엘예술중학교 - 장전중학교 |

### 연제구
초등학교
| - 거제초등학교 - 거학초등학교 - 과정초등학교 - 남문초등학교 | - 동명초등학교 - 부산교육대학교 부설초등학교 - 연동초등학교 - 연미초등학교 | - 연산초등학교 - 연서초등학교 - 연신초등학교 - 연일초등학교 | - 연제초등학교 - 연천초등학교 - 창신초등학교 - 토현초등학교 |

중학교
| - 거성중학교 - 거제여자중학교 | - 연산중학교 - 연일중학교 | - 연제중학교 - 연천중학교 | - 이사벨중학교 - 토현중학교 |

## 같이 보기
- 대한민국 교육부